# Hjelmsäter, Norrköping
Hjelmsäter är en gård i Norrköpings kommun (Örtomta socken), Östergötlands län.

## Historik
Hjelmsäters herrgård i Örtomta socken utanför Norrköping. Efter vid egendomenförvarade köpehandlingar sålde Jöns Persson i Hjelmsäter den 10 maj 1629 en halvpart av sin andel i denna gård till sin svåger Måns Persson i Hallaby för 29 daler. År 1653 köpte Märta Ulff till Ekön ett torpställe i Örtomta socken, vilket hon gav Hans Persson för hans anpart i Hjelmsäters gård. År 1655 hade Märta Ulff till Ekön och Skravestad från flera bönder inköpt halva skattegården Hjelmsäter för en summa av något över 87 daler, förutom en förlikningsgåva och ärogåva, som en av säljarnas släktingar fick "för det han såsom bördesnian sig dessa lotter ej inlöste, därtill han dock var aldeles oförmögen". År 1661 den 26 maj köptes den av nämnde fru den andra halvan av skattegården, ävenledes från bönder för 600 daler kopparmynt. Tillhörde vidare Johan Ållongren, svärson till nämnde fru Ulff. År 1687 ägdes Hjelmsäter av dennes måg, ryttmästaren Karl Filip Strömfelt (död 1690), gift med Agneta Ållongren, vilken senare ännu 1706 var ägarinna. Egendomen berättas även ha innehafts av greve Thure Oxenstierna, men reducerats.
År 1799 uppläts Hjelmsäter under skattemannebörd och rättighet till dåvarande häradshövdingen, sedermera assessorn Johan Lillienadler (död 1724) samt tillhörde därefter hans änka, friherrinnan Anna Margareta Cederhielm (1687–1729) och hennes andre man, kammarherren Carl Rutger von Braunjohan (1680–1759), därefter deras son, generalmajoren Germund Carl von Braunjohan, efter vars död egendomen ärvdes av hans överlevande syskon och deras arvingar, av hvilka kaptenen Martin Rutger Brunijan, adjutanten Karl Rutger Petré, löjtnanten Otto Wilhelm Petré, H. Tuné, Ulrika L. Petré och kapten Ludvig Petrés barn år 1809 försålde sina ägande 1/2, delar av Hjelmsäter jämte Göstad 1/2 mantal till sin släktingen kapten Klas Karp och hans fru Hedvig Gustava Petré. En fjärdedel av gården hade han redan den 5 juli 1806 inköpt av generalskan Fredrika Ulrika Elenora Hjerta, född von Brunijan.
År 1818 var änkefru H. G. Karp ägarinna, men hon försålde egendomen år 1819 till översten, greve Gustaf Adolf Horn, hvilken åter år 1827 sålde den till friherre Eskil Banér. Från honom övergick Hjelmsäter genom köp år 1843 till översten Klas Meurling. Vid denna tid bestod egendomen, förutom av Hjelmsäter och Årstorp, även av den så kallade utjorden Ljungstorp samt med Kjellsäler och Så med Tuvsäter, vilka tre sistnämnde gårdar likväl avyttrats från huvudgården. Överste Meurling bodde härstädes till år 1855, då han bortbytte egendomen till friherre Kasimir Sparre, hvilken åter i sin ordning år 1860 försålde den till kapten Karl G. Ulfsparre. Redan följande år övergick den till greve H. A. von Schwerin, som år 1868 bortbytte Hjelmsäter mot hus i Stockholm till fabrikören August Petterson, från vilken egendomen år 1874 inköptes av brukspatron C. G. Otterborg.

## Sägner
I ett berg söder om gården berättas det om en sägen, att en dvärg bor i berget. Under mörka vinter aftnar synes understundom tydligt skenet från hans
underjordiska smedja.